# Марциновиці (Яворський повіт)
Марциновиці (пол. Marcinowice) — село в Польщі, у гміні Мсцивоюв Яворського повіту Нижньосілезького воєводства.
Населення — 236 осіб (2011).
У 1975-1998 роках село належало до Легницького воєводства.

## Демографія
Демографічна структура станом на 31 березня 2011 року:
|          | Загалом | Допрацездатний вік | Працездатний вік | Постпрацездатний вік |
| -------- | ------- | ------------------ | ---------------- | -------------------- |
| Чоловіки | 107     | 30                 | 67               | 10                   |
| Жінки    | 129     | 28                 | 75               | 26                   |
| Разом    | 236     | 58                 | 142              | 36                   |